# M&T Bank Stadium
M&T Bank Stadium je multifunkční sportovní stadion nacházející se v Baltimore, stát Maryland. Je to domov Baltimore Ravens z National Football League. Stadion bezprostředně sousedí s Oriole Park at Camden Yards, domovem baseballového týmu Baltimore Orioles. Původně byl vybaven přírodním travnatým povrchem, ale od roku 2003 byl nahrazen umělou trávou. 

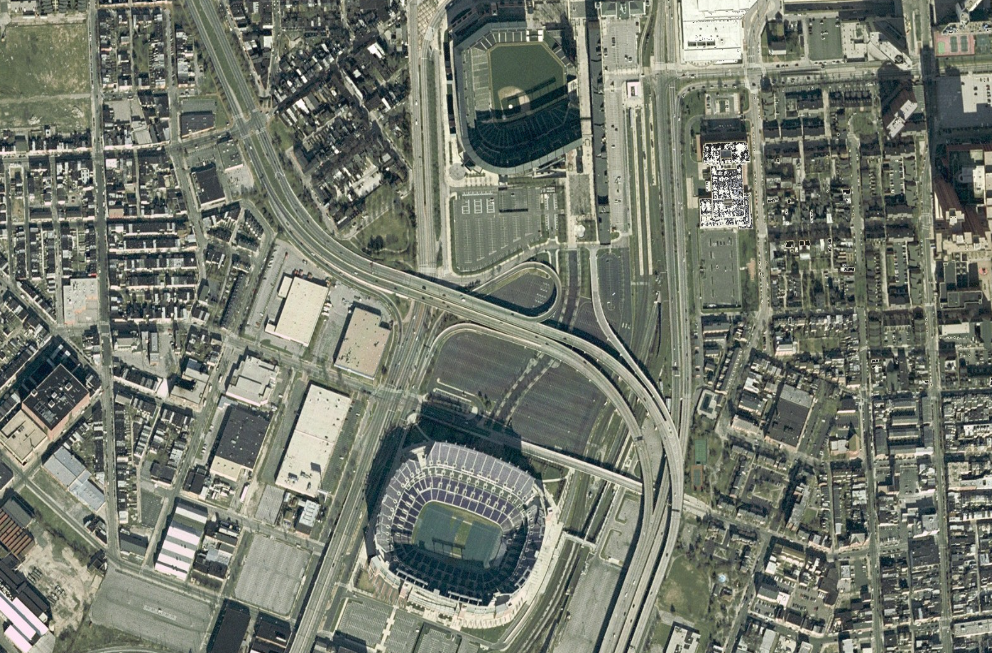
Areál Camden Yards

## Historie
Před rokem 1998 hráli Baltimore Ravens dva roky na Memorial Stadium, nicméně zastaralý stadion nebyl vhodný pro NFL, takže základní kámen nové arény byl položen v polovině roku 1996. M&T Bank Stadium byl oficiálně otevřen v roce 1998 a je jedním z nejvychvalovanějších stadionů NFL díky vysokému komfortu pro fanoušky, snadnému přístupu a dobrému vybavení. Stadion byl původně znám pod jménem Ravens Stadium at Camden Yards, dokud právo na jeho jméno nekoupila v roce 1999 společnost PSINet a nepojmenovala ho PSINet Stadium. Toto právo se vrací Ravens zpátky v roce 2002, kdy je na PSINet podán návrh na konkurz.
V roce 2003 získává právo M&T Bank, která se koupí Allfirst Bank dostává na bankovní trh v Baltimoru. Dvěma dalšími společnostmi v soutěži na práva na stadion byli údajně Nextel a CarMax. V důsledku smrti legendárního quarterbacka Baltimore Colts Johnnyho Unitase v září 2002 se veřejné mínění kloní k návrhu pojmenovat stadion po této baltimorské ikoně i za cenu finanční ztráty. Nicméně právo na pojmenování stadionu drželi vlastník, Maryland Stadium Authority, a vedení Ravens. Mezitím je renovován fotbalový a lakrosový stadion Towson University, a od té doby nese Unitasovo jméno. Nakonec je prostor před stadionem Ravens pojmenován „Unitas Plaza“. Nachází se na něm bronzová socha tohoto člena Síně slávy a velké plakáty zachycující ho během hráčské kariéry.
Jméno stadionu se může znovu změnit, protože M&T Bank jedná o spojení s dalšími bankami, včetně Grupo Santander, Wells Fargo nebo PNC Financial Services. Možné převzetí M&T PNC by bylo velmi pikantní, protože PNC má své sídlo v Pittsburghu, domovu úhlavních nepřátel Ravens, Pittsburgh Steelers, a rovněž je velkým sponzorem Steelers a Cleveland Browns z AFC North.

## Nájemníci

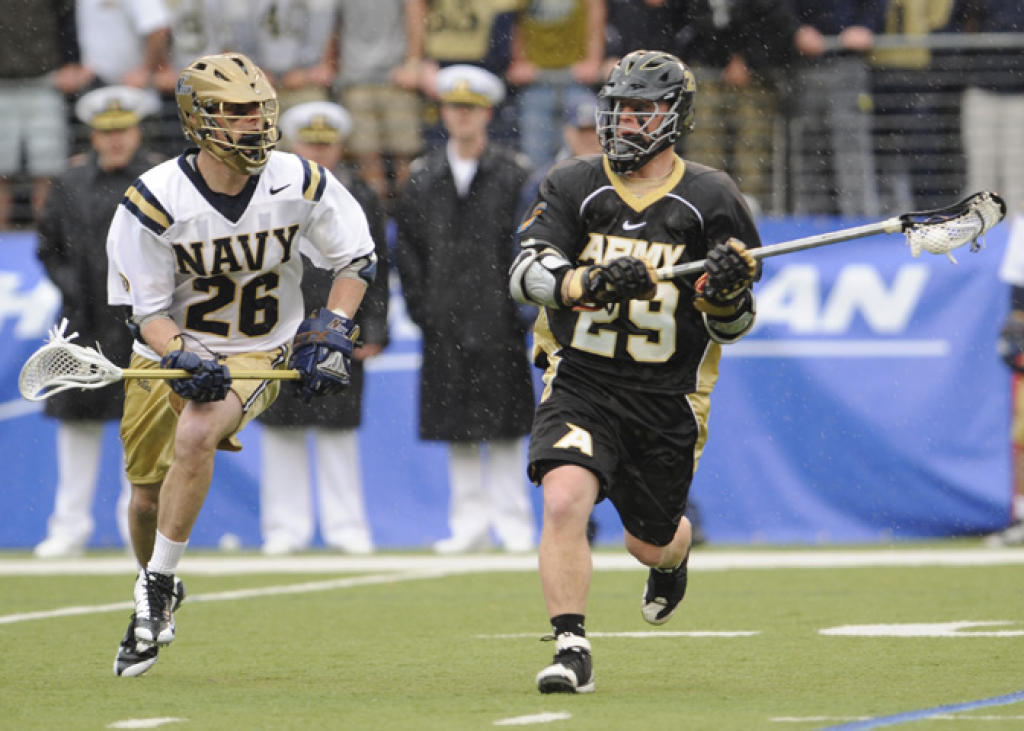
Lakrosový zápas mezi armádou a námořnictvem na M&T Bank Stadium

Ačkoliv jsou hlavním nájemcem Baltimore Ravens z National Football League, stadion rovněž slouží jako alternativa lakrosovému týmu Johns Hopkins University a v roce 2002 to byl domovský stadion Baltimore Bayhawks. V letech 2003, 2004, 2007 a 2010 zde byl pořádán lakrosový NCAA šampionát.
Každý listopad se zde utkávají fotbalové týmy dvou soupeřících baltimorských vysokých škol, Baltimore City College a Baltimore Polytechnic Institute. Na každý Den Díkůvzdání se zde rovněž utkávají Loyola Blakefield a Calvert Hall College v tzv. „Turkey Bowlu“, na obě utkání dorazí okolo 13 tisíc fanoušků.

## Další významné události
Populární hudební festival HFStival zavítal na stadion v letech 1999 a 2005 a zahráli zde skupiny jako Foo Fighters, The Offspring, Red Hot Chili Peppers nebo Coldplay.
V roce 2005 se zde poprvé po 40 letech uskutečnilo utkání mezi Maryland Terrapins football a Navy Midshipmen football známé jako „Crab Bowl Classic“, v roce 2010 se zde zápas bude hrát znovu.
28. října 2006 se na stadionu utkali Univerzita Notre Dame a americké námořnictvo, Notre Dame vítězí 38:14. V roce 2007 hostí zápas mezi armádou a námořnictvem.
Rekordní návštěva 71 348 diváků se zde sešla 7. prosince 2008 na utkání proti Washingtonu Redskins v rámci Sunday Night Football, které Ravens vyhráli 24:10. O týden později je rekord překonán, ale 71 502 diváků sleduje porážku 9:13 od budoucích šampionů Super Bowlu, Pittsburgh Steelers.
24. června 2009 před 71 203 diváky zde anglický klub Chelsea FC poráží italský AC Milán 2:1, a poprvé a naposledy v rámci amerického turné je plně využita kapacita stadionu.
U2 budou hrát na stadionu 22. června 2011 v rámci turné U2 360°.

## V populární kultuře
Stadionu sloužil jako domov pro smyšlený fotbalový tým Washington Sentinels ve filmu The Replacements (česky Náhradníci) s Keanu Reevesem a Genem Hackmanem v hlavní roli (stadion byl ironicky nazván Nextel Stadium). Rovněž se o něm uvažovalo v souvislosti s filmem The Sum of All Fears (česky Nejhorší obavy) jako o místu fotbalového zápasu, včetně záběrů prezidentské kolony vjíždějící do budovy. Pro letecké záběry byl nakonec vybrán Olympic Stadium v Montrealu, pro zápas stadion v Denveru.